# Список послов Китая в России

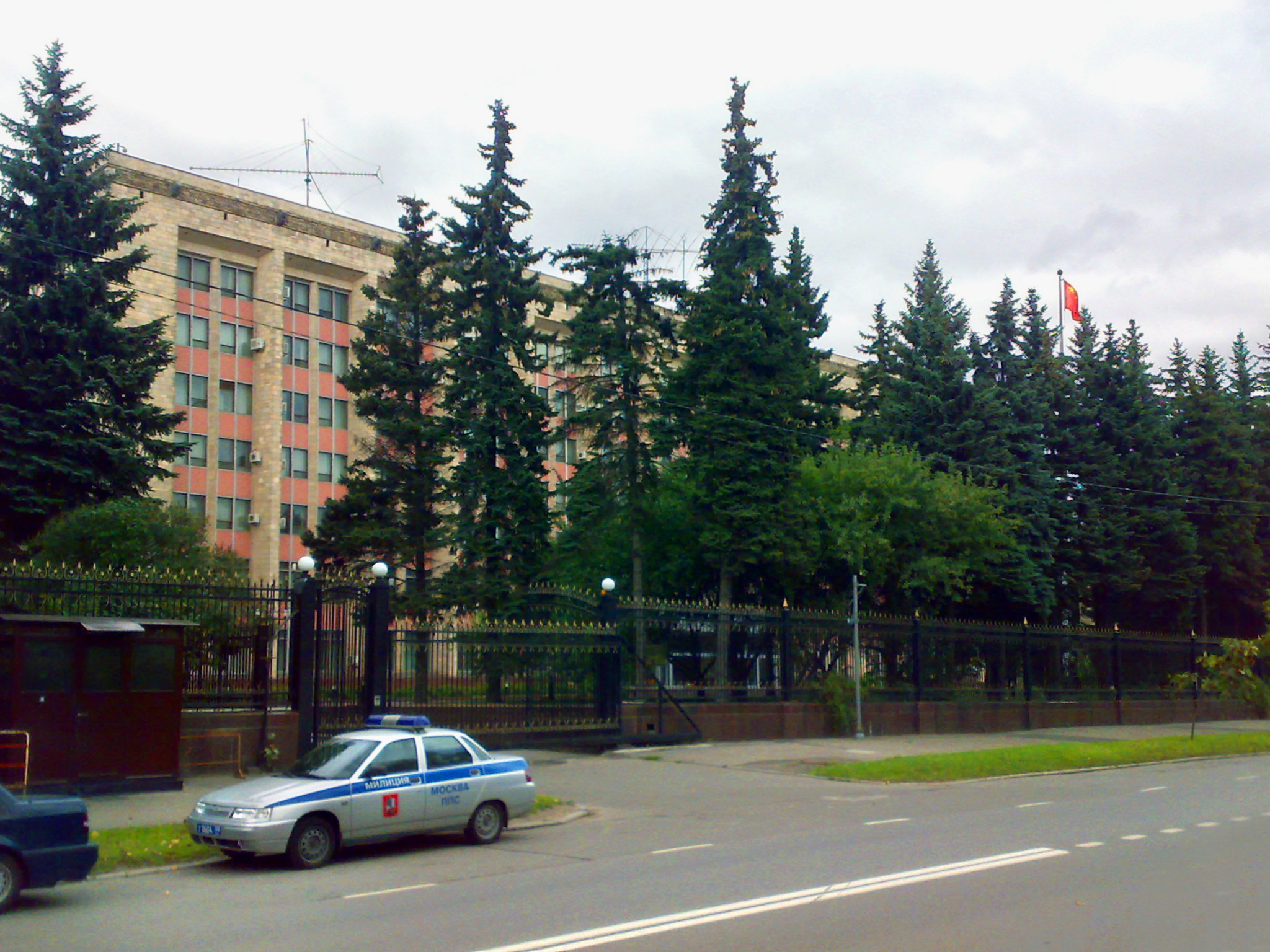
Посольство КНР в Москве

Список послов Китая в России — информационный список послов Империи Цин, Китайской Республики, Китайской Народной Республики в Российской империи, СССР и Российской Федерации.

## Послы Империи Цин в Российской империи
- 22 июня 1878 г. — 10 октября 1879 г. — Чун Хоу[англ.][1] 崇厚
- 22 октября 1879 г. — 3 августа 1880 г. — Шао Юлиан[кит.] 邵友濂
- 12 февраля 1880 г. — 17 августа 1886 г. — Цзэн Цзицзэ 曾紀澤
- 27 июля 1885 г. — 4 января 1888 г. — Ли Руйфен[кит.] 劉瑞芬
- 23 июня 1887 г. — 25 февраля 1891 г.— Hong Jun[англ.] 洪 鈞
- 9 сентября 1890 г.— 28 мая 1897 г. — Xu Jingcheng[англ.] 許景澄
- 23 ноября 1896 г. — 17 февраля 1902 г. — Yang Yu[исп.] 楊儒
- 12 июля 1902 г. — 7 октября 1907 г. — Ху Вэйдэ 胡惟德
- 23 сентября 1907 г. — 22 сентября 1911 г. — Sa Yintu
- 6 сентября 1911 г. — Февраль 1912 г. — Lou Tseng-Tsiang[англ.] 陸徵祥

## Послы Китайской Республики в Российской империи
- Февраль 1912 г. — Март 1912 г. — Lou Tseng-Tsiang[англ.] 陸徵祥
- 16 сентября 1912 г. — 26 февраля 1918 г. — Liu Ching-jen[исп.] 刘镜人

## Послы Китайской Республики в СССР
- 6 октября 1923 г. — 29 августа 1925 г. — Ли Цзяао 李家鏊
- 29 августа 1925 г. — июль 1929 г. (разрыв дип. отношений) — Сун Баоци 孙宝琦
- 6 января 1933 г. — 26 августа 1936 г. — Янь Хуэйцин 颜惠庆
- 26 августа 1936 г. — 12 мая 1938 г. — Цзян Тинфу蒋廷黼
- 12 мая 1938 г. — 18 апреля 1940 г. — Ян Цзе 杨杰
- 18 апреля 1940 г. — 15 января 1943 г. — Шао Лицзы 邵力子
- 15 января 1943 г. — 11 октября 1949 г. — Фу Бинчан 傅秉常

## Послы КНР в СССР
- октябрь 1949 г. — февраль 1951 г. — Ван Цзясян 王稼祥
- февраль 1951 г. — январь 1955 г. — Чжан Вэньтянь 张闻天
- январь 1955 г. — октябрь 1962 г. — Лю Сяо 刘晓
- декабрь 1962 г.— май 1966 г. — Пань Цзыли 潘自力
- ноябрь 1970 г. — март 1976 г. — Лю Синьцюань 刘新权
- август 1977 г. — июль 1979 г. — Ван Юпин 王幼平
- апрель 1980 г. — январь 1985 г. — Ян Шоучжэн 杨守正
- февраль 1985 г. — июль 1987 г. — Ли Цзеван 李则望
- сентябрь 1988 г. — ноябрь 1991 г. — Юй Хунлян 于洪亮
- декабрь 1991 г. — февраль 1992 г. — Ван Цзиньцинь 王荩卿

## Послы КНР в РФ
- февраль 1992 г. — июнь 1995 г. — Ван Цзиньцинь 王荩卿
- июнь 1995 г. — сентябрь 1998 г. — Ли Фэнлинь 李凤林
- сентябрь 1998 г. — июль 2001 г. — У Тао 武韬
- июль 2001 г. — октябрь 2003 г. — Чжан Дэгуан 张德广
- ноябрь 2003 г. — июль 2009 г. — Лю Гучан 刘古昌
- август 2009 г. — август 2019 г. — Ли Хуэй 李辉
- август 2019 г. — н. в. — Чжан Ханьхуэй 张汉晖